# 가이즈카시
가이즈카시(일본어: 貝塚市)는 일본 오사카부의 센난 지역에 있는 시이다.
이즈미국에서 혼간지의 거점이 된 가이즈카의 사찰 간센지의 사내 마을을 중심으로 발전해 왔다. 간사이 국제공항 개항 이후 택지 조성이 활발하게 이뤄지고 있어 인구는 증가 중이다. 전통 공예품인 "이즈미 신탁 빗"이 유명하고 관광지로는 미즈마데라, 니시키의 바닷가 해수욕장 등이 알려져 있다.

## 지리
오사카부의 이즈 지방 남부에 위치한다. 고지강이 동쪽에서 서쪽으로 흐르고 쓰다강이 기시와다시와의 경계를 이루며 미데강이 이즈미사노시와의 경계를 이룬다. 난카이 본선과 한와선이 남북으로 통과하고 미즈마선이 동서로 통과한다.

## 역사
- 1889년 4월 1일 - 정촌제 시행으로 미나미군 가이즈카정이 성립하였다.
- 1896년 4월 1일 - 센난군이 성립하였다.
- 1931년 4월 1일 - 센난군 아소고촌, 시마촌, 기타고지촌, 미나미고지촌을 편입하였다.
- 1935년 4월 15일 - 센난군 기지마촌을 편입하였다.
- 1939년 4월 1일 - 센난군 니시카쓰라기촌을 편입하였다.
- 1943년 5월 1일 - 오사카부에서 10번째로 시로 승격해 가이즈카시가 되어 현재에 이른다.

## 교통

### 철도
- 난카이 전기 철도 본선
- 미즈마 철도 미즈마선
- 서일본 여객철도 한와선

### 도로
- 한신 고속도로
- 한와 자동차도
- 국도 제26호선
- 국도 제170호선
- 국도 제481호선

## 인구
| 연도                              | 인구     | ±% |
| --------------------------------- | -------- | -- |
| 1970                              | 73,366명 | —  |
| 1975                              | 79,506명 | —  |
| 1980                              | 81,162명 | —  |
| 1985                              | 79,591명 | —  |
| 1990                              | 79,234명 | —  |
| 1995                              | 84,653명 | —  |
| 2000                              | 88,523명 | —  |
| 2005                              | 90,314명 | —  |
| 2010                              | 90,492명 | —  |
| 2015                              | 88,694명 | —  |
| 2020                              | 84,443명 | —  |
| 출처: 일본 총무성 통계국 국세조사 |          |    |